# Cheval de cirit
Le cheval de cirit, poney de cirit ou jeered (en turc : Cirit atı, prononcé [ d͡ʒiɾit atɯ]), est une race ou un type de poneys, sélectionnés et utilisés pour le sport équestre du cirit, en Turquie. La définition de race ne fait pas consensus, puisque le cheval de cirit provient uniquement de croisements pratiqués pour ce sport, populaire en Turquie. 

## Histoire
Il y a controverse pour savoir si les chevaux et poneys utilisés pour le cirit en Turquie constituent une race, ou si les noms « poney de cirit » et « cheval de cirit » ne sont que des dénominations applicables à tout équidé monté pour ce sport,. Bonnie Lou Hendricks estime, dans son étude (1995 et 2007), que la sélection dont le cheval de cirit fait l'objet depuis des centaines d'années le caractérise en tant que race. En revanche, dans le guide Delachaux, le cheval de cirit est cité comme un type.
Il n'est pas présent dans la base de données DAD-IS.
En raison des dangers qu'elle implique, la pratique du cirit a été interdite jusque dans les années 1890 dans l'Empire ottoman. La levée de cette interdiction a entraîné la sélection de chevaux aptes à la pratique de ce sport équestre.

## Description
Ils présentent généralement une taille de poney, puisqu'ils toisent 1,34 m à 1,44 m. Les croisements à l'origine du cheval de cirit s'effectuent le plus souvent entre le poney anatolien et le cheval arabe turc, parfois avec l'influence du Karabair et du Turkoman,. Les croisements entre chevaux Karabair et chevaux arabes sont eux aussi considérés comme des chevaux de cirit.
Élégants, ils disposent d'une grande agilité, d'une forte endurance, et d'une certaine intelligence. Plutôt courts, ils présentent une épaule et des jambes puissantes, un dos court, et une encolure forte et épaisse. La tête au profil concave typé arabe est appréciée. 
La robe est préférée baie ou grise.
En 2007, il n'existait pas de registre généalogique, ni d'association turque qui serait dédiée au cheval de cirit.

## Utilisation
Ces chevaux sont exclusivement destinés au cirit, un sport équestre joué en équipes avec des javelots.

## Diffusion de l'élevage
D'après Bonnie Lou Hendricks, le cheval de cirit se trouve communément en Turquie.